# Fatih (Fernsehserie)
Fatih ist eine türkische Fernsehserie, die die Geschichte des Sultans Mehmed II. erzählt. Die Erstausstrahlung der Serie erfolgte am 30. September 2013 auf dem türkischen Fernsehsender Kanal D.

## Veröffentlichung
Die Serie wurde ab dem 30. September 2013  auf Kanal D ausgestrahlt. Wegen der niedrigen Einschaltquoten wurde die Serie vorzeitig eingestellt. Die letzte Folge wurde am 4. November 2013 gesendet.